# (6653) Feininger
(6653) Feininger est un astéroïde de la ceinture principale.

## Description
(6653) Feininger est un astéroïde de la ceinture principale. Il fut découvert le 10 décembre 1991 à Tautenburg par Freimut Börngen. Il présente une orbite caractérisée par un demi-grand axe de 2,91 UA, une excentricité de 0,08 et une inclinaison de 2,0° par rapport à l'écliptique.

## Compléments